# Ábelová
Ábelová (hongrois : Ábelfalva) est un village de Slovaquie situé dans la région de Banská Bystrica.

## Histoire
La première mention écrite du village date de 1275.

## Démographie

### Évolution de la population
| Année:               | 1994. | 2004.    | 2014.   | 2024.   |
| -------------------- | ----- | -------- | ------- | ------- |
| Nombre de personnes: | 300   | 248      | 232     | 213     |
| Différence:          |       | -17,33 % | -6,45 % | -8,18 % |

| Année:               | 2023. | 2024.   |
| -------------------- | ----- | ------- |
| Nombre de personnes: | 217   | 213     |
| Différence:          |       | -1,84 % |